# Бэйлс, Маргарет
Маргарэт Бэйлс (англ. Margaret Johnson Bailes; род. 23 января 1951, Нью-Йорк, Нью-Йорк) — американская легкоатлетка (бег на короткие дистанции), чемпионка летних Олимпийских игр 1968 года в Мехико, рекордсменка мира.

## Биография
Бэйлз родилась в Бронксе. Когда ей было пять лет семья переехала в Юджин (штат Орегон). В девять лет она присутствовала в качестве зрителя на соревнованиях по легкой атлетике, что пробудило в ней интерес к спорту. Её тренером по лёгкой атлетике стала Венди Джером.
На Олимпиаде в Мехико Бэйлс выступала в беге на 100 и 200 метров и эстафете 4×100 метров. В коротком спринте она преодолела дистанцию за 11,3 с и заняла пятое место. В беге на 200 метров Бэйлс, показавшая результат 23,1 с, стала седьмой. В эстафете команда США (Барбара Фаррел, Маргарет Бэйлс, Милдретт Неттер, Вайомия Тайес), в которой Бэйлс бежала на втором этапе, победила, попутно установив мировой рекорд — 42,8 с. Серебряные медали завоевали кубинки (43,3 с), а бронзовые — советские бегуньи (43,4 с). После окончания Олимпиады она оставила большой спорт. На тот момент ей было 17 лет.
В 1991 году она была внесена в Зал спортивной славы штата Орегон.